# Biographisch-literarisches Handwörterbuch zur Geschichte der exacten Wissenschaften
Das Biographisch-literarische Handwörterbuch zur Geschichte der exacten Wissenschaften wurde 1863 von Johann Christian Poggendorff (1796–1877) begründet.
In dieser Sammlung sind Geburts- und Sterbeorte, Jahreszahlen, Fachgebiete und andere biographische Daten, vor allem Veröffentlichungen von Naturwissenschaftlern zusammengetragen.
Die gedruckte Fassung besteht aus acht Bänden mit jeweils mehreren Teilbänden, die Ende 2003 abgeschlossen wurden. Sie enthält etwa 29.000 Biographien von Naturwissenschaftlern (aus Mathematik, Astronomie, Physik, Chemie, Medizin, Biologie, Mineralogie, Geologie usw.) und wurde zuletzt vom Wiley-VCH Verlag in Zusammenarbeit mit der Sächsischen Akademie der Wissenschaften zu Leipzig  herausgegeben. Zuletzt wurde die Ausgabe nur noch als DVD vertrieben. 2014 stellte der Wiley-VCH Verlag auch den Vertrieb der DVD ein.
Der Titel der Bände 5 und 6 (Berichtsjahre 1904–1922 und 1923–1931) lautet Biographisch-literarisches Handwörterbuch für Mathematik, Astronomie, Physik mit Geophysik, Chemie, Kristallographie und verwandte Wissensgebiete, seitdem Biographisch-literarisches Handwörterbuch der exakten Naturwissenschaften.

## Bandaufteilung
- Erster Band. A–L. 1863 (Digitalisat; Digitalisat in der Google-Buchsuche).
- Zweiter Band. M–Z. 1863 (Digitalisat; Digitalisat in der Google-Buchsuche).
- Dritter Band (1858 bis 1883). 1898 (Digitalisat).
- Vierter Band (Die Jahre 1883 bis zur Gegenwart umfassend). 1904: T. 1. A-L. (Digitalisat), T. 2. M-Z (Digitalisat).
- Fünfter Band: 1904 bis 1922. 1926 (Digitalisat).
- Bd. 6 (1923 bis 1931): T. 1. A-E. 1936, T. 2. F-K. 1937, T. 3. L-R. 1938, T. 4. S-Z. 1940
- Bd. 7a (Berichtsjahre 1932 bis 1953): T. 1. A-E. 1956, T. 2. F-K. 1958, T. 3. L-R. 1959, T. 4:Hälfte 1. S-Thor. 1961, T. 4:Hälfte 2. Thorb-Z. 1962
- Bd. 7a (Suppl.). 1971
- Bd. 7b (Berichtsjahre 1932 bis 1962): T. 1. A-B. 1967, T. 2. C-E. 1968, T. 3. F-Hem. 1970, T. 4. Hen-K. 1973, T. 5. L-M. 1976,T. 6. N-Q. 1980, T. 7. R-Sm. 1985, T. 8. Sn-Vl. 1989, T.8.T.2. Doppellieferung. T. 9. Vo-Z. 1992
- Bd. 7b (Suppl.) Bibliographie der Periodika. 1994
- Bd. 8. T.2. Doppellieferung 3/4